# Rajadell
Rajadell es un municipio de Cataluña, España. Perteneciente a la provincia de Barcelona, en la comarca del Bages, se halla al suroeste de ella y tiene relieve llano con bosques de robles, pinos y encinas, así como matorrales. Además de la capital incluye los núcleos de Can Servitge, Las Casetas, La Estación y Monistrolet. 

## Historia
Se conocen dos cuevas sepulcrales del período prehistórico: la “balma dels Moros” y la “balma de mas Bosch” con un tipo de enterramiento correspondiente al período entre el Neolítico y la Edad del Bronce.
El conjunto arqueológico de Sant Amanç de Viladés está formado por restos de época ibérica, una villa de época romana y un asentamiento altomedieval. También se han encontrado restos romanos en la iglesia de Santa Maria de Monistrol (en el núcleo de Monistrolet de Rajadell).
El lugar está documentado desde 1025 y el castillo de Rajadell desde 1063. Entre los siglos XII y XVI perteneció a la familia Rajadell; luego pasó a los Cruïlles y, finalmente, a los  Aimeric y Pignatelli, marqueses de Sant Vicenç y de Argençola. Desde el siglo XIV tenía un monasterio agustinianos, fundado primero en Sant Miquel de Maçana y trasladado en el mismo siglo a Santa Llúcia de Rajadell.

## Demografía
Rajadell cuenta con una población de 594 habitantes (INE 2024).
| Gráfica de evolución demográfica de Rajadell entre 1842 y 2021                                                        |
| |
| Población de derecho según los censos de población del INE. Población de hecho según los censos de población del INE. |

| 1900 | 1930 | 1950 | 1970 | 1981 | 1986 | 2006 |
| ---- | ---- | ---- | ---- | ---- | ---- | ---- |
| 455  | 803  | 653  | 534  | 256  | 286  | 467  |

## Economía
La base económica del municipio es la agricultura de secano, así como la ganadería. Recientemente se ha convertido en un pueblo de veraneo y de segundas residencias. 

## Comunicaciones
Está atravesado por la carretera N-141 y por la C-25 de Gerona a Cervera y cuenta con estación de ferrocarril.